# Episodi di Anubis (prima stagione)
La prima stagione della serie televisiva Anubis è stata trasmessa negli Stati Uniti su Nickelodeon tra il 1º gennaio e il 19 febbraio 2011.
In Italia è stata trasmessa su Nickelodeon tra il 17 ottobre e il 25 novembre 2011.
| n° | Titolo originale       | Titolo italiano              | Prima TV USA     | Prima TV Italia  |
| -- | ---------------------- | ---------------------------- | ---------------- | ---------------- |
| 1  | House of Secrets       | La casa dei segreti          | 1º gennaio 2011  | 17 ottobre 2011  |
| 2  | House of Attitude      | I primi passi nella casa     | 1º gennaio 2011  | 17 ottobre 2011  |
| 3  | House of the Blackbird | La casa del corvo nero       | 1º gennaio 2011  | 18 ottobre 2011  |
| 4  | House of Dares         | La prova                     | 1º gennaio 2011  | 18 ottobre 2011  |
| 5  | House of Lies          | La soffitta                  | 1º gennaio 2011  | 19 ottobre 2011  |
| 6  | House of Locks         | La parete misteriosa         | 2 gennaio 2011   | 19 ottobre 2011  |
| 7  | House of Eyes          | Il ritratto                  | 2 gennaio 2011   | 20 ottobre 2011  |
| 8  | House of Agendas       | L'appuntamento               | 2 gennaio 2011   | 20 ottobre 2011  |
| 9  | House of Keys          | La chiave                    | 2 gennaio 2011   | 21 ottobre 2011  |
| 10 | House of Discovery     | La scoperta                  | 10 gennaio 2011  | 21 ottobre 2011  |
| 11 | House of Hyper         | I colpevoli                  | 10 gennaio 2011  | 24 ottobre 2011  |
| 12 | House of Cheats        | La casa dei raggiri          | 11 gennaio 2011  | 24 ottobre 2011  |
| 13 | House of Rumors        | La voce del passato          | 11 gennaio 2011  | 25 ottobre 2011  |
| 14 | House of Intruders     | L'intruso                    | 12 gennaio 2011  | 25 ottobre 2011  |
| 15 | House of Proof         | Prove schiaccianti           | 12 gennaio 2011  | 26 ottobre 2011  |
| 16 | House of Confrontation | Verso la verità              | 13 gennaio 2011  | 26 ottobre 2011  |
| 17 | House of Alarms        | Lacrime di vetro             | 13 gennaio 2011  | 27 ottobre 2011  |
| 18 | House of Flames        | Il nuovo iniziato            | 14 gennaio 2011  | 27 ottobre 2011  |
| 19 | House of Passages      | Il passaggio segreto         | 14 gennaio 2011  | 28 ottobre 2011  |
| 20 | House of Kidnap        | Il rapimento                 | 18 gennaio 2011  | 28 ottobre 2011  |
| 21 | House of Cat-Nap       | Il gatto nero                | 18 gennaio 2011  | 31 ottobre 2011  |
| 22 | House of Cameras       | La casa sorvegliata          | 19 gennaio 2011  | 31 ottobre 2011  |
| 23 | House of Numbers       | La casa dei numeri           | 19 gennaio 2011  | 1º novembre 2011 |
| 24 | House of Scares        | La casa degli spettri        | 20 gennaio 2011  | 1º novembre 2011 |
| 25 | House of Fakers        | Truffe e delusioni           | 20 gennaio 2011  | 2 novembre 2011  |
| 26 | House of Identity      | Identità nascoste            | 21 gennaio 2011  | 2 novembre 2011  |
| 27 | House of Emergency     | Una situazione insostenibile | 21 gennaio 2011  | 3 novembre 2011  |
| 28 | House of Reunion       | Di nuovo nel gruppo          | 24 gennaio 2011  | 3 novembre 2011  |
| 29 | House of Memories      | La memoria riaffiora         | 24 gennaio 2011  | 4 novembre 2011  |
| 30 | House of Drama         | Colpi di scena               | 25 gennaio 2011  | 4 novembre 2011  |
| 31 | House of Codes         | La combinazione segreta      | 25 gennaio 2011  | 7 novembre 2011  |
| 32 | House of Risks         | Secondo atto                 | 26 gennaio 2011  | 7 novembre 2011  |
| 33 | House of Thieves       | Il furto                     | 26 gennaio 2011  | 8 novembre 2011  |
| 34 | House of Hazard        | Il rapimento di Patricia     | 27 gennaio 2011  | 8 novembre 2011  |
| 35 | House of Charades      | Sulle tracce di Patricia     | 27 gennaio 2011  | 9 novembre 2011  |
| 36 | House of Rendezvous    | Lo scambio                   | 31 gennaio 2011  | 9 novembre 2011  |
| 37 | House of Rescue        | La verità di Joy             | 31 gennaio 2011  | 10 novembre 2011 |
| 38 | House of Arrest        | I numeri                     | 1º febbraio 2011 | 10 novembre 2011 |
| 39 | House of Hoax          | La casa trema                | 1º febbraio 2011 | 11 novembre 2011 |
| 40 | House of Time          | L'orologio                   | 2 febbraio 2011  | 11 novembre 2011 |
| 41 | House of Aliens        | Gli alieni                   | 2 febbraio 2011  | 14 novembre 2011 |
| 42 | House of Masks         | Il ritorno in cantina        | 3 febbraio 2011  | 14 novembre 2011 |
| 43 | House of Pursuit       | Segreti                      | 3 febbraio 2011  | 15 novembre 2011 |
| 44 | House of Yesterday     | Il passato                   | 4 febbraio 2011  | 15 novembre 2011 |
| 45 | House of Victory       | Le elezioni                  | 4 febbraio 2011  | 16 novembre 2011 |
| 46 | House of Bribes        | L'imbroglio                  | 14 febbraio 2011 | 16 novembre 2011 |
| 47 | House of Venom         | La cerimonia                 | 14 febbraio 2011 | 17 novembre 2011 |
| 48 | House of Stars         | La luna                      | 15 febbraio 2011 | 17 novembre 2011 |
| 49 | House of Harsh         | La vendetta di Jerome        | 15 febbraio 2011 | 18 novembre 2011 |
| 50 | House of Lights        | Illumina la via              | 16 febbraio 2011 | 18 novembre 2011 |
| 51 | House of Allegiance    | Il disegno                   | 16 febbraio 2011 | 21 novembre 2011 |
| 52 | House of Pests         | Fuori da Anubis              | 17 febbraio 2011 | 21 novembre 2011 |
| 53 | House of Betrayal      | Il tradimento                | 17 febbraio 2011 | 22 novembre 2011 |
| 54 | House of Reservation   | Il pezzo mancante            | 18 febbraio 2011 | 22 novembre 2011 |
| 55 | House of Heavy         | Il piano                     | 18 febbraio 2011 | 23 novembre 2011 |
| 56 | House of Hush          | L'unione                     | 19 febbraio 2011 | 23 novembre 2011 |
| 57 | House of Spies         | La data                      | 19 febbraio 2011 | 24 novembre 2011 |
| 58 | House of Sting         | La clessidra                 | 19 febbraio 2011 | 24 novembre 2011 |
| 59 | House of Never         | Le bilance della vita        | 19 febbraio 2011 | 25 novembre 2011 |
| 60 | House of Forever       | Per sempre                   | 19 febbraio 2011 | 25 novembre 2011 |

## La casa dei segreti

### Trama
L'americana Nina Martin affronta il suo primo giorno nella casa di Anubis mentre Patricia è preoccupata per la scomparsa di Joy e, come al solito, incolpa Nina.

## I primi passi nella casa
- Titolo originale: House of Attitude

### Trama
Nina conosce gli studenti della casa e Jerome, Alfie e Patricia sono i primi ad essere ineducati contro i suoi confronti.

## La casa del corvo nero
- Titolo originale: House of the Blackbird

### Trama
Nina lava lo specchio dove c'era scritto Aiutatemi: Joy e Patricia crede ancora che la causa sia Nina.

## La prova
- Titolo originale: House of Dares

### Trama
Patricia, con l'inganno, fa credere a Nina che ogni nuovo arrivato deve superare una prova di iniziazione.

## La soffitta
- Titolo originale: House of Lies

### Trama
Nina recupera, dall'ufficio di Victor, la chiave per andare in soffitta per superare la prova di iniziazione.

## La parete misteriosa
- Titolo originale: House of Loks

### Trama
Nina si fa coraggio e va in soffitta, ma Patricia la chiude dentro.

## Il ritratto
- Titolo originale: House of Eyes

### Trama
Nina in soffitta nota una parete. Aprendola con il suo ciondolo (l'occhio di Horus) vede lo stesso ritratto del ciondolo.

## L'appuntamento
- Titolo originale: House of Agendas

### Trama
Fabian chiede a Patricia di ridargli la chiave per liberare Nina dalla soffitta, ma lei la butta dalla finestra. Nina riesce a liberarsi da sola e fa vedere a Patricia la prova presa in soffitta, un libro. Nina chiede a Fabian di andare in soffitta perché crede sia infestata.

## La chiave
- Titolo originale: House of Keys

### Trama
Nina e Fabian recuperano la chiave e saliti in soffitta vedono che dietro il ritratto c'è una strana scritta con dei simboli. Fabian scopre che sono Geroglifici e traducendoli significa ottavo gradino. Nina apre l'ottavo gradino e trova qualcosa di strano, così capisce che la signora che ha incontrato le stava dicendo di un tesoro nascosto nella casa e lei pensa che si tratti di quello.

## La scoperta
- Titolo originale: House of Discovery

### Trama
Nina continua con le ricerche dell'indizio e in soffitta trova una cassetta con registrato un messaggio.

## I colpevoli
- Titolo originale: House of Hyper

### Trama
Amber e Mick si sono rimessi insieme e durante la loro festa Nina mette la chiave della soffitta sull'uscio della porta dell'ufficio di Victor.

## La casa dei raggiri
- Titolo originale: House of Cheats

### Trama
Victor capisce che è un inganno e interrompe la festa per far confessare a chi aveva preso la chiave della soffitta. Jerome si prende la colpa, ma Victor mette in punizione tutta casa Anubis.

## La voce del passato
- Titolo originale: House of Rumors

### Trama
Durante la prova di teatro Patricia vede uno sconosciuto dalla finestra dell'aula e lei sempre più preoccupata per Joy.

## L'intruso
- Titolo originale: House of Intruders

### Trama
Patricia rivede lo sconosciuto sull'uscio della porta della sua camera.

## Prove schiaccianti
- Titolo originale: House of Proof

### Trama
Il professor Winkler vede una foto scolastia dove non c'è più Joy e così Patricia è sempre più preoccupata.

## Vero la verità
- Titolo originale: House of Confrontation

### Trama
Winkler chiede a Patrcia come era quell'uomo e successivamente anche Victor, ma lei non ne vuole sapere più nulla.

## Lacrime di vetro
- Titolo originale: House of Alarms

### Trama
Si fonda il club dei Sibuna dopo che Amber scopre il segreto tra Fabian e Ninae i ragazzi trovano altri indizi sulla coppa (il tesoro di cui ha parlato Sarah).

## Il nuovo iniziato
- Titolo originale: House of Flames

### Trama
Jason Winkler chiede spiegazioni a Victor e lui gli dice della società di Victore Rodenmaar Sr. (il padre di Victor).

## Il passaggio segreto
- Titolo originale: House of Passages

### Trama
Nina apre un forno della cucina con il suo ciondolo e scoprone che è un passaggio segreto per andare in cantina.

## Il rapimento
- Titolo originale: House of Kidnap

### Trama
Patricia incontra Rufus e lui gli dice che è un detective e anche che il ciondolo di Nina può essere di aiuto per trovare Joy.

## Il gatto nero
- Titolo originale: House of Cat-Nap

### Trama
Victor rapisce Rufus e per trovare Joy Patricia entra nei Sibuna. Amber si occupa di un gatto che utilizza victor per il suo elisir di viat eterna.

## La casa sorvegliata
- Titolo originale: House of Cameras

### Trama
Alfie dopo un'avventura in cantina si sente male così Trudy lo porta in ospedale, successivamente Amber perde il gatto e lo vede in cantina imbalsamato e Patricia lo dice a Trudy. Convincono Trudy e decidono di scendere in cantina con Victor, ma non trovano più gli esperimenti dell'elisir e Victor licenza Trudy e con il passare dei giorni Victor mette delle telecamere per videosorvegliare l'intera casa di Anubis perché sa che Nina, Amber, Fabian e Patricia sono alla ricerca della coppa.

## La casa dei numeri
- Titolo originale: House of Numbers

### Trama
I ragazzi in cantina trovano un collare con dei numeri citati sopra. Arrivato il padre di Mick convincie a Victor di togliere le telecamere.

## La casa degli spettri
- Titolo originale: House of Scares

### Trama
Patricia denuncia la scomparsa di Joy ma i poliziotti la ingannano con Victor.

## Truffe e delusioni
- Titolo originale: House of Fakers

### Trama
Trudy torna in casa Anubis e Patricia e Jerome vogliono trovare Alfie in ospedale.